# Грег Нвоколо
Грегорі Джуніор Нвоколо (англ. Gregory Junior Nwokolo; нар. 3 січня 1986, Оніча, Нігерія) — індонезійський та нігерійський футболіст, нападник клубу індонезійської Ліги 1 «Мадура Юнайтед» та національної збірної Індонезії.

## Клубна кар'єра
Дорослу футбольну кар'єру розпочав в Азії, в сінгапурському «Тампінс Роверс». Після цього, у 2004 році, перейшов до «Янг Лайонз». У тому ж році залишив команду та перейшов до «Шривіджаї». У «Персіджатімі» (тодішня назва «Шривіджаї») провів півроку. У січні 2005 року повернувся до Сінгапуру, де підсилив «Ворріорс», а на початку 2006 року перейшов в індонезійський «ПСІС Семаранг».
У середині 2006 року перебрався в «ПСМС Медан». У команді провів півтора сезони, після чого в січні 2007 року підписав контракт з «Персіс Соло». У сезоні 2007/08 років відзначився 14-ма голами в 28 матчах чемпіонату, після чого його продали до «Персіджі».
У 2009 році залишив «Персіджу» й вирішив спробувати свої сили в Європі. Грег підписав контракт з португальським клубом «Ольяненсе», який повинен був діяти до 30 червня 2010 року. У серпні 2010 року вільним агентом повернувся в «Персіджу».
У сезоні 2011/12 років, разом з малазійцем Сафі Салі та македонцем Александаром Баєвським перейшов у «Пеліту Джая». Але вже в сезоні 2012/13 років виступав за «Арему».
5 грудня 2014 року повернувся до «Персіджі».

## Кар'єра в збірній
Будучи нігерійцем, Грег не зіграв жодного матчу за юнацькі або національну збірні Нігерії. На початку 2010 року про Грега ходили чутки, що він незабаром зіграє за збірну Індонезії, хоча сам Грег і не підтвердив, і не спростував вище вказану інформацію. Після багатьох спекуляцій гавколо Нвоколо у серпні 2011 року, Футбольна асоціація Індонезії нарешті підтвердила, що Грега натуралізовали, й 10 жовтня 2011 року він офіційно отримав індонезійське громадянство. У футболці національної збірної Індонезії дебютував у поєдинку кваліфікації кубку Азії 2015 проти Саудівської Аравії.

## Скандали
15 квітня 2014 року, на прес-конференції після матчу «Персіпура» (Джаяпура) — «Персебая» (Бхаянкара), Грег вступив у бійку з Жаксеном Ф. Тіаго через особисті проблеми, які почалися в національній збірній Індонезії. Бійку вдалося зупинити після затримання поліцією обох її винуватців.

## Особисте життя
20 травня 2018 року в австралійському Перті одружився з індонезійською моделлю та акторкою Кіммі Джаянті.

## Статистика виступів

### У збірній

#### По роках
| національна збірна Індонезії | національна збірна Індонезії | національна збірна Індонезії |
| Рік                          | Матчі                        | Голи                         |
| ---------------------------- | ---------------------------- | ---------------------------- |
| 2013                         | 4                            | 1                            |
| 2014                         | 2                            | 0                            |
| 2015                         | 0                            | 0                            |
| 2016                         | 0                            | 0                            |
| 2017                         | 0                            | 0                            |
| 2018                         | 0                            | 0                            |
| 2019                         | 1                            | 1                            |
| Загалом                      | 7                            | 2                            |

#### Голи
Рахунок та результат збірної Індонезії в таблиці подано на першому місці.
| №  | Дата            | Місце                           | Суперник  | Рахунок | Результат | Змагання         |
| -- | --------------- | ------------------------------- | --------- | ------- | --------- | ---------------- |
| 1. | 14 серпня 2013  | Манахан, Суракарта, Індонезія   | Філіппіни | 1–0     | 2–0       | Товариський матч |
| 2. | 25 березня 2019 | Мандалартхірі, Мандалай, М'янма | М'янма    | 1–0     | 2–0       | Товариський матч |

## Досягнення

### Клубні
«Тампінс Роверс»
- С.Ліга
  -  Чемпіон (1): 2004

- Кубок Сінгапуру
  -  Володар (1): 2004